# Phialophora atrovirens
Phialophora atrovirens är en svampart som först beskrevs av J.F.H. Beyma, och fick sitt nu gällande namn av Schol-Schwarz 1970. Phialophora atrovirens ingår i släktet Phialophora och familjen Herpotrichiellaceae.   Inga underarter finns listade i Catalogue of Life.